# Jessika Gbai
Jessika Gbai (Filadelfia, 29 dicembre 1998) è una velocista statunitense naturalizzata ivoriana.

## Record nazionali
Seniores
- Staffetta 4x100 metri: 41"90 ( Budapest, 20 luglio 2023) (Murielle Ahouré-Demps, Marie-Josée Ta Lou, Jessika Gbai, Maboundou Koné)

## Progressione

### 100 metri piani
| Stagione | Misura | Luogo      | Data      | Rank. Mond. |
| -------- | ------ | ---------- | --------- | ----------- |
| 2023     | 11"22  | Clermont   | 14-5-2023 |             |
| 2022     | 11"26  | Filadelfia | 29-4-2022 |             |
| 2021     | 11"57  | Greensboro | 10-4-2021 |             |
| 2019     | 11"83  | Baltimora  | 20-4-2019 |             |
| 2018     | 11"94  | Charlotte  | 16-3-2018 |             |

### 200 metri piani
| Stagione | Misura | Luogo        | Data      | Rank. Mond. |
| -------- | ------ | ------------ | --------- | ----------- |
| 2023     | 22"43  | Kinshasa     | 4-8-2023  |             |
| 2022     | 22"79  | Bloomington  | 26-5-2022 |             |
| 2021     | 23"09  | Jacksonville | 27-5-2021 |             |
| 2019     | 23"68  | Greensboro   | 4-5-2019  |             |
| 2018     | 23"65  | Greensboro   | 3-5-2018  |             |

## Palmarès
| Anno | Manifestazione           | Sede     | Evento      | Risultato  | Prestazione | Note        |
| ---- | ------------------------ | -------- | ----------- | ---------- | ----------- | ----------- |
| 2022 | Mondiali                 | Eugene   | 200 m piani | Semifinale | 22"84       |             |
| 2023 | Giochi della Francofonia | Kinshasa | 100 m piani | Argento    | 11"38       | [ 1 ] [ 2 ] |
| 2023 | Giochi della Francofonia | Kinshasa | 200 m piani | Oro        | 22"53       | [ 3 ]       |
| 2023 | Mondiali                 | Budapest | 200 m piani | Semifinale | 22"88       | [ 4 ] [ 5 ] |
| 2023 | Mondiali                 | Budapest | 4x100m      | Finale     | dnf         | [ 6 ] [ 7 ] |
| 2024 | World Relays             | Nassau   | 4×100 m     | Batteria   | 42"83       |             |
| 2024 | Campionati africani      | Douala   | 200 m piani | Oro        | 22"84       |             |
| 2024 | Giochi olimpici          | Parigi   | 200 m piani | 8ª         | 22"70       |             |